# 卡里里亚苏
卡里里亚苏（葡萄牙語：Caririaçu）是巴西塞阿拉州的一个市镇。总面积623.823平方公里，总人口26378人，人口密度42.3人/平方公里。